# Sakleshpur
Sakleshpur är en ort i Indien.   Den ligger i distriktet Hassan och delstaten Karnataka, i den södra delen av landet, 1 800 km söder om huvudstaden New Delhi. Sakleshpur ligger 935 meter över havet och antalet invånare är 24 931.
Terrängen runt Sakleshpur är huvudsakligen platt, men åt sydväst är den kuperad. Runt Sakleshpur är det ganska tätbefolkat, med 199 invånare per kvadratkilometer. Sakleshpur är det största samhället i trakten. Omgivningarna runt Sakleshpur är en mosaik av jordbruksmark och naturlig växtlighet.